# Гладиатор (фильм, 1992)
«Гладиатор» (1992) — американский кинофильм режиссёра Роуди Херрингтона.
Слоганы фильма:
- «Nobody owns Tommy Riley. Nobody.»
(Томми Райли никому не принадлежит. Никому.)
- «Against all odds, they became friends. Against their will, they became opponents.»
(Несмотря на все трудности, они стали друзьями. Против своей воли, они стали противниками.)

## Сюжет
Томми Райли — один из лучших боксёров в своей школе. Навыки в этом виде спорта очень пригодились ему, когда отец проиграл крупную сумму денег. Однажды его заметил спортивный агент, не слишком разборчивый в средствах достижения цели, и предложил быстрые заработки. Несмотря на то, что Томми не хотел ввязываться в это, он с радостью согласился в надежде погасить отцовские долги. Очень скоро он попал в сети нечистоплотного дельца Джимми Хорна, который устраивал подкупленные матчи и подпольные бои. Используя боксёров, он становился всё богаче и наглее. В этой удручающей обстановке Томми подружился с товарищами по несчастью Линкольном, которого толкнула на этот путь бедность, и Романо, который пошёл в бокс, чтобы увезти прах своего отца на Родину, на Кубу. Вскоре Романо попадает в больницу с тяжёлыми травмами, а Хорн задумал состязание, в котором двое друзей должны биться друг с другом.

## В ролях
- Джеймс Маршалл (James Marshall) — Том Райли
- Кьюба Гудинг-младший (Cuba Gooding, Jr.) — Абрахам Линкольн Хейнс
- Роберт Лоджа (Robert Loggia) — Папочка Джэк
- Осси Дэвис — Ной
- Кара Буоно (Cara Buono) — Даун
- Джон Седа (Jon Seda) — Романо
- Т. И. Расселл (T. E. Russell) — Спитс (Лерой)
- Дебра Сэндлунд (Debra Sandlund) — Шарлен
- Брайан Деннехи (Brian Dennehy) — Джимми Хорн

## Съёмочная группа
- Режиссёр: Роуди Херрингтон
- Оператор: Так Фудзимото
- Сценаристы: Лайл Кесслер, Роберт Марк Кэймен
- Композитор: Брэд Фидел
- Кастинг: Аманда Мэкки /Amanda Mackey/, Кэти Сэндрич /Cathy Sandrich/

Производство компаний Price Entertainment, Columbia Pictures Corporation. Прокат Columbia Pictures.

## Отзывы
Фильм получил крайне негативные отзывы кинокритиков.
На сайте Rotten Tomatoes набрал рейтинг 25 %.